# Steve Komphela
Steve Komphela (Kroonstad, 1º luglio 1967) è un allenatore di calcio ed ex calciatore sudafricano di ruolo difensore, tecnico dei Moroka Swallows.

## Carriera

### Giocatore
Komphela debutta in NSL Second Division (serie minore sudafricana) con il Klerksdorp City e dopo tre stagioni si trasferisce al Free State Stars con il quale nel 1992 vince il premio di giocatore dell'anno.
Nella sua carriera Komphela ha giocato in 3 squadre dei campionati sudafricani (Klerksdorp City, Free State Stars e Kaizer Chiefs) e in due squadre turche (Gaziantepspor e Çanakkale Dardanespor).

### Allenatore
Komphela nella sua carriera da allenatore ha debuttato solo in squadre delle serie sudafricane e nella nazionale sudafricana. Attualmente allena il Kaizer Chiefs che milita nella massima divisione sudafricana.

### Nazionale
Ha giocato nella nazionale sudafricana.